# Health Mate-Ladies Team
El Health Mate-Ladies Team (Código UCI: HMT) es un equipo ciclista femenino de Bélgica de categoría UCI Women's Team, máxima categoría femenina del ciclismo en ruta a nivel mundial.

## Material ciclista
El equipo utiliza bicicletas Thompson Bikes, con ruedas ohrcycling y llantas Vredestein.

## Clasificaciones UCI
Las clasificaciones del equipo y de su ciclista más destacado son las siguientes:
| Temporada | Clasificación por equipos | Mejor corredor | Posición |
| 2018      |                           |                |          |

## Palmarés
Para años anteriores véase: Palmarés del Health Mate-Ladies Team.

### Palmarés 2019

#### UCI WorldTour 2019
| Fechas | Carreras | Ganadora |
|        |          |          |

#### Calendario UCI Femenino 2019
| Fechas | Carreras | Ganadora |

#### Campeonatos nacionales
| Fechas      | Carreras                                 | Ganadora        |
| 27 de junio | Campeonato de Hungría Contrarreloj (CRI) | Veronika Kormos |
| 30 de junio | Campeonato de Hungría en Ruta            | Zsófia Szabó    |

## Plantillas
Para años anteriores, véase Plantillas del Health Mate-Ladies Team

### Plantilla 2019
| Integrantes del equipo 2019        | Integrantes del equipo 2019 | Integrantes del equipo 2019     | Integrantes del equipo 2019 |
| Corredor                           | Fecha de nacimiento         | Equipo previo                   |                             |
| ---------------------------------- | --------------------------- | ------------------------------- | --------------------------- |
| Lara Defour                        | 12 de noviembre de 1997     | Autoglas Wetteren (2018)        |                             |
| Fien Delbaere                      | 21 de abril de 1996         | Autoglas Wetteren (2018)        |                             |
| Veronika Kormos                    | 17 de agosto de 1992        | DN 17 Nouvelle-Aquitaine (2018) |                             |
| Laura Camila Lozano                | 25 de octubre de 1986       | Servetto Giusta (2017)          |                             |
| Esther Meisels                     | 10 de junio de 1995         |                                 |                             |
| Sara Mustonen (1 de ene–30 de abr) | 8 de febrero de 1981        | Experza-Footlogix (2018)        |                             |
| Christina Perchtold                | 11 de mayo de 1993          | Cervélo Bigla (2017)            |                             |
| Lotte Rotman                       | 19 de junio de 1999         | Experza-Footlogix (2018)        |                             |
| Christina Schweinberger            | 29 de octubre de 1996       |                                 |                             |
| Kathrin Schweinberger              | 29 de octubre de 1996       |                                 |                             |
| Laura Süßemilch                    | 23 de febrero de 1997       | Team Stuttgart (2018)           |                             |
| Zsófia Szabó                       | 3 de enero de 1997          |                                 |                             |
| Chloë Turblin                      | 10 de septiembre de 1995    |                                 |                             |
| Kirstie van Haaften                | 21 de enero de 1999         | Restore (2018)                  |                             |
| Kylie Waterreus                    | 22 de marzo de 1998         | Jan van Arckel (2018)           |                             |
|                                    |                             |                                 |                             |
| Fuente: UCI                        |                             |                                 |                             |